# Nummer 1-hits in de Roemeense top 100 in 2010
Deze hits stonden op nummer 1 in de Roemeense Single top 100:
| Datum       | Artiest                               | Titel                 |
| 4 januari   | The Black Eyed Peas                   | I gotta Feeling       |
| 11 januari  | The Black Eyed Peas                   | I gotta Feeling       |
| 18 januari  | Lady Gaga                             | Bad Romance           |
| 25 januari  | Lady Gaga                             | Bad Romance           |
| 1 februari  | Lady Gaga                             | Bad Romance           |
| 8 februari  | Lady Gaga                             | Bad Romance           |
| 15 februari | Lady Gaga                             | Bad Romance           |
| 22 februari | Lady Gaga                             | Bad Romance           |
| 1 maart     | Timbaland feat. SoShy & Nelly Furtado | Morning After Dark    |
| 8 maart     | Lady Gaga                             | Bad Romance           |
| 16 maart    | Deepcentral                           | In Love               |
| 23 maart    | Deepcentral                           | In Love               |
| 30 maart    | Deepcentral                           | In Love               |
| 6 april     | Deepcentral                           | In Love               |
| 13 april    | Smiley feat. Cheloo                   | Plec Pe Marte         |
| 20 april    | The Black Eyed Peas                   | Meet Me Halfway       |
| 28 april    | Smiley feat. Cheloo                   | Plec Pe Marte         |
| 5 mei       | Smiley feat. Cheloo                   | Plec Pe Marte         |
| 12 mei      | Deepcentral                           | In Love               |
| 20 mei      | Deepcentral                           | In Love               |
| 29 mei      | Deepcentral                           | In Love               |
| 6 juni      | Rihanna                               | Rude Boy              |
| 12 juni     | Rihanna                               | Rude Boy              |
| 19 juni     | Rihanna                               | Rude Boy              |
| 26 juni     | Rihanna                               | Rude Boy              |
| 3 juli      | Yolanda Be Cool & DCUP                | We no speak Americano |
| 10 juli     | Yolanda Be Cool & DCUP                | We no speak Americano |
| 17 juli     | Lady Gaga                             | Alejandro             |
| 24 juli     | Lady Gaga                             | Alejandro             |
| 31 juli     | Stromae                               | Alors on Danse        |
| 8 augustus  | Lady Gaga                             | Alejandro             |
| 15 augustus | Lady Gaga                             | Alejandro             |
| 22 augustus | Lady Gaga                             | Alejandro             |
| 29 augustus | DJ Sava & Raluka                      | I Like                |
| 6 september | DJ Sava & Raluka                      | I Like                |